# بيديا ديانوفيتش
بيديا ديانوفيتش مواليد 6 مارس 1982 في البوسنة والهرسك، هو لاعب كرة يد بوسني يلعب كحارس مرمى. يلعب حاليا مع نادي بيداسوا لكرة اليد ويحمل الرقم 16. مثل منتخب البوسنة والهرسك لكرة اليد.

## سجل المنافسة
شارك في البطولات التالية:
- بطولة العالم لكرة اليد للرجال 2015